# Ólom(II)-acetát
Az ólom(II)-acetát az ecetsav ólom(II)-sója. Színtelen, kristályos vegyület. Édes ízű, emiatt ólomcukornak is szokás nevezni. A kristályos ólom-acetát enyhén ecetsavszagú. Jól oldódik vízben. Alkohol is oldja. Vizes oldatából trihidrátja (három molekula kristályvízzel) kristályosodik ki. Mérgező hatású vegyület.

## Kémiai tulajdonságai
Hevítés hatására elbomlik. A bomlásának termékei: az ecetsav, ólom-oxidok, szén-monoxid, szén-dioxid.

## Élettani hatása
Mérgező hatású. A heveny mérgezés tünetei: nyálfolyás, hányinger, gyomorgörcsök. Az idült mérgezés a bőr enyhe sárgulásával, a vörösvértestek számának csökkenésével, testsúlycsökkenéssel, kólikával jár. A legkisebb adag, ami szájon át a szervezetbe jutva mérgezést okozhat: 5 mg testsúlykilogrammonként.

## Előállítása
Az ólom(II)-acetát az ólom(II)-oxid fölöslegben lévő ecetsavval való főzésével állítható elő. Addig főzik, amíg tisztává nem válik az oldat.
{\displaystyle {\ce {PbO + 2 CH3COOH -> (CH3COO)2Pb + H2O}}}
Előállítható fémólom, tömény ecetsav és hidrogén-peroxid reakciójával is.
Pb + H2O2 + 2 CH3COOH → (CH3COO)2Pb + 2 H2O
Ha míniumot használunk, ólom(IV)-acetát is keletkezik.

## Felhasználása
Az ólom(II)-acetátot más ólomvegyületek, főként ólomfehér és krómsárga előállítására használják. Ez a két vegyület pigmentként szolgál. Ezenkívül felhasználják még a textiliparban és fa pácolására. Laboratóriumokban vegyszerként alkalmazzák a szulfidok kimutatására. Felhasználják oldatok fehérjementesítésére is, mert a fehérjéket kicsapja az oldatukból.